# Backbarrow
Backbarrow – wieś w Anglii, w Kumbrii, w dystrykcie (unitary authority) Westmorland and Furness. Leży 71 km na południe od miasta Carlisle i 361 km na północny zachód od Londynu. W 2015 miejscowość liczyła 538 mieszkańców.